# Iridio Mantovani
Iridio Mantovani (Ancona, 1899 – Dukkam, 7 luglio 1936) è stato un militare italiano, insignito della medaglia d'oro al valor militare alla memoria nel corso delle grandi operazioni di polizia coloniale in Africa Orientale Italiana.

## Biografia
Nacque ad Ancona nel 1899, figlio di Adelino e Maria Carpene. Allievo del Collegio Militare di Roma, nel gennaio 1918 si arruolò volontario nel battaglione ciclisti del 7º Reggimento bersaglieri. Frequentato un corso nella Regia Accademia Militare di Modena venne nominato aspirante ufficiale di complemento nell'agosto successivo e ritornava in zona di operazioni con il III Battaglione del 7º Reggimento bersaglieri, passando poi con la promozione a sottotenente all'11º Reggimento bersaglieri. Posto in congedo nel settembre 1920, nel maggio 1929 venne promosso tenente. Nell’ottobre 1935 fu messo a disposizione della Milizia Volontaria Sicurezza Nazionale per l'inquadramento delle unità CC.NN. mobilitate per le esigenze dell'Africa Orientale. Fu assegnato, con il grado di capomanipolo, alla 219ª Legione CC.NN. della 6ª Divisione CC.NN. "Tevere", con la quale sbarcò a Mogadiscio, nella Somalia italiana, il 28 dicembre dello stesso anno. Durante la guerra d'Etiopia partecipò alle azioni offensive di Neghelli, dell'Ogaden e dell'Harrar. Cadde in combattimento a  Dukkam, durante le grandi operazioni di polizia coloniale, il 7 luglio 1936, e fu decorato con la medaglia d'oro al valor militare alla memoria.

### Fonti
1. 1 2 3 4 5 6 7  Combattenti Liberazione.
2. 1 2 3  Gruppo Medaglie d'Oro al Valor Militare 1965, p. 187.
3. ↑   Medaglia d'oro al valor militare Mantovani, Iridio, su quirinale.it, Quirinale. URL consultato l'11 luglio 2021.